# The Allman Brothers Band (álbum)
The Allman Brothers Band es el álbum debut de la banda de rock estadounidense The Allman Brothers Band, publicado en Estados Unidos por Atco Records y Capricorn Records el 4 de noviembre de 1969 y producido por Adrian Barber. El álbum fue grabado y mezclado en dos semanas en los Atlantic Studios en la ciudad de Nueva York.

## Lista de canciones
Todas escritas por Gregg Allman, excepto donde se indique.

### Lado A
1. "Don't Want You No More" (Spencer Davis, Edward Hardin)  – 2:25
2. "It's Not My Cross to Bear"  – 5:02
3. "Black Hearted Woman"  – 5:08
4. "Trouble No More" (Muddy Waters)  – 3:45

### Lado B
1. "Every Hungry Woman"  – 4:13
2. "Dreams"  – 7:18
3. "Whipping Post"  – 5:17

## Créditos
- Duane Allman – guitarras
- Dickey Betts – guitarras
- Gregg Allman – órgano, voz
- Berry Oakley – bajo, coros
- Jai Johanny Johanson – batería, percusión
- Butch Trucks – batería, percusión

## Listas de éxitos

### Semanales
| Lista (1969)                           | Posición |
| -------------------------------------- | -------- |
| EE. UU. Top 200 Pop Albums (Billboard) | 188      |